# Port lotniczy Drezno

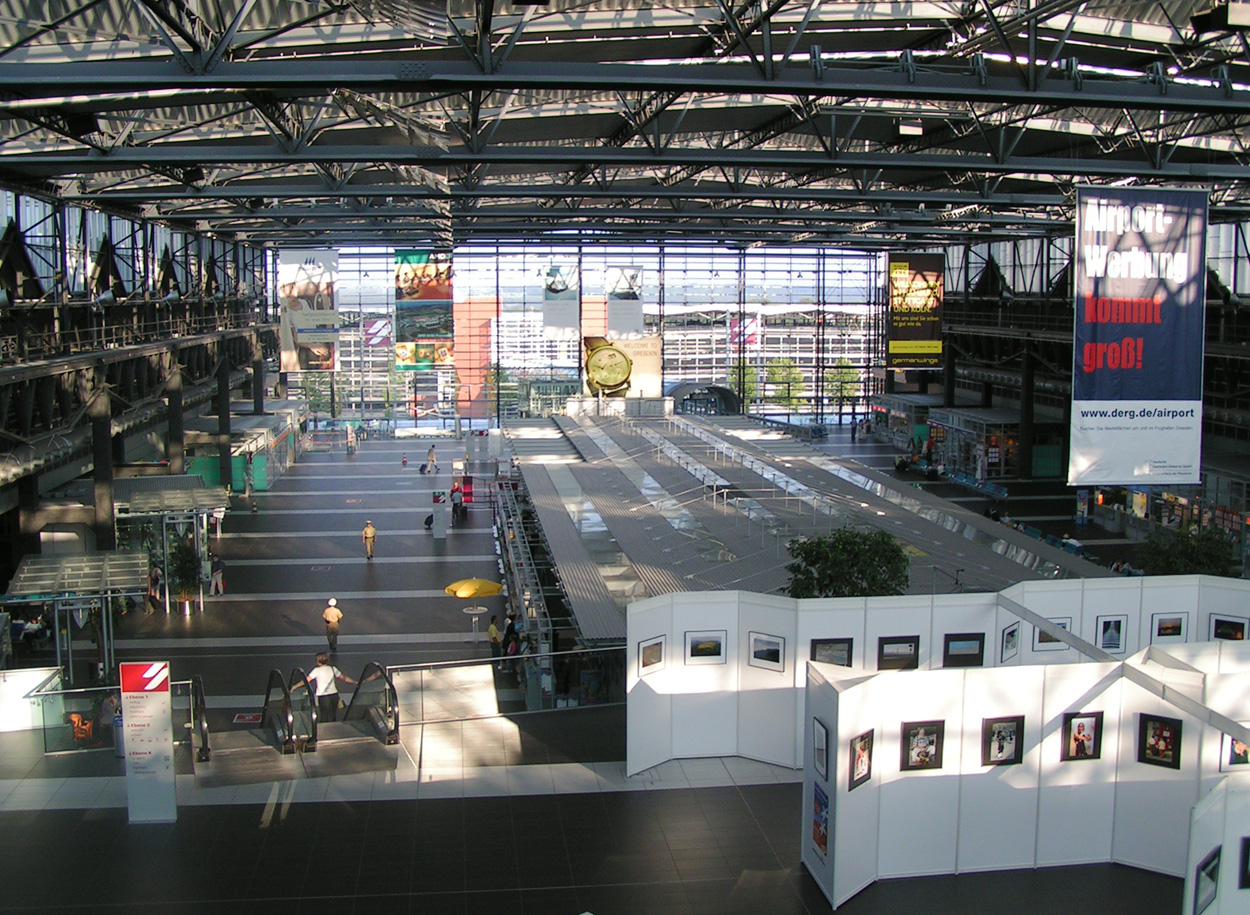
Wnętrze terminalu

Port lotniczy Drezno (niem: Flughafen Dresden-Klotzsche, IATA: DRS, ICAO: EDDC) – międzynarodowy port lotniczy położony 9 km na północ od centrum Drezna, w kraju związkowym Saksonia, w Niemczech.
W 2008 obsłużył 1,8 mln osób, co dało wzrost o 0,3% w stosunku do roku poprzedniego i rekord na lotnisku. W tym samym roku odnotowano 36 968 startów i lądowań, co oznacza wzrost o 2,3% w stosunku do roku poprzedniego.
Port lotniczy Drezno jest siedzibą Elbe Flugzeugwerke jednostki gospodarczej EADS. Lufthansa Airport Services Dresden GmbH (Lásd), spółka zależna Lufthansy świadczy usługi pasażerskie na lotnisku.

## Historia
Lotnisko zostało otwarte dla ruchu handlowego 11 lipca 1935.
Chociaż planowane było jako cywilny port lotniczy, jego znaczenie wojskowe gwałtownie wzrosło w ciągu kolejnych lat w Trzeciej Rzeszy. Podczas II wojny światowej było wykorzystywane wyłącznie do celów wojskowych. Próby zniszczenia budynków i wyposażenia przed zajęciem Drezna przez wojska alianckie były nieskuteczne ze względu na opór pracowników cywilnych portu lotniczego.
W następnych latach lotnisko było wykorzystywane jako ośrodek szkoleniowy dla armii radzieckiej. Wznowienie ruchu handlowego nastąpiło 16 czerwca 1957. W roku 1959 wznowiono międzynarodowy ruch lotniczy, głównie do krajów Bloku wschodniego.
Pomiędzy 1955-1961, NRD postanowiła zbudować własny przemysł lotniczy, skoncentrowany w Dreźnie. Przyczyniło się to do wzrostu znaczenia portu lotniczego w Dreźnie.
Po zjednoczeniu Niemiec, lotnisko rozbudowano i dodano loty do stolic Europy Zachodniej. Ruch wzrósł siedmiokrotnie w ciągu pierwszego półrocza lat 90 XX w. W 1995 otwarto drugi terminal.
W 2001 został oddany do użytku obecnie istniejący terminal.

## Komunikacja

### Transport publiczny
Stacja kolejowa Dresden Flughafen znajduje się pod budynkiem terminalu. Jest obsługiwana przez pociągi linii S2 drezdeńskiego S-Bahnu, które kursują w półgodzinnym takcie do stacji Dresden-Neustadt i Dresden Hauptbahnhof w centrum Drezna, z czasem przejazdu – odpowiednio – 13 i 23 minuty. W dni powszednie pociągi kursują do miast Heidenau i Pirna.
Dresdner Verkehrsbetriebe (DVB) obsługuje linię autobusową nr 77 komunikującą lotnisko z trasą tramwaju nr 7, który stanowi alternatywne połączenie z centrum Drezna. Linia autobusowa nr 97 kursuje do dzielnicy Hellerau. Regionalna linia autobusowa nr 425 łączy lotnisko z miastami Boxdorf i Radebeul.
Lotnisko znajduje się w strefie taryfowej Drezna Verkehrsverbund Oberelbe, do której należy także centrum miasta, a bilet jednorazowy upoważnia do przejazdu kolejką S-Bahn, tramwajami i autobusami w tej strefie. Inne strefy taryfowe obejmują okolicę miasta Miśnia i czeskiej granicy. Bilety można kupić w automatach na stacji, na przystanku autobusowym lub w punkcie informacyjnym w porcie lotniczym na poziomie przylotów terminala.

### Drogi
Lotnisko znajduje się około 9 km na północ od centrum Drezna. Bezpośrednia podróż ulicami miasta trwa około 20 minut.
Lotnisko jest obsługiwane przez węzeł autostrady A4, która stanowi obwodnicę centrum Drezna i jest częścią trasy z Akwizgranu na granicy z Holandią do Görlitz na granicy z Polską. Rangę lotniska podnosi dodatkowo węzeł autostrady A4 i A13 do Berlina oraz A17 do granicy z Czechami i Pragi.
Na lotnisku znajduje się wielopoziomowy parking z około 1500 miejsc, połączony z budynkiem terminalu szklanym mostem dla pieszych. Dodatkowo istnieją trzy długo- i krótkoterminowe parkingi tuż obok terminala.

## Linie lotnicze i połączenia
| Linia lotnicza                | Kierunek |
| ----------------------------- | --- |
| Corendon Airlines             | 1. Antalya |
| European Air Charter          | Sezonowe czartery: 1. Burgas |
| Eurowings                     | 1. Düsseldorf Sezonowo: 1. Palma de Mallorca |
| KLM                           | 1. Amsterdam |
| Lufthansa                     | 1. Frankfurt 2. Monachium |
| Pegasus Airlines              | Sezonowo: 1. Antalya (od 31 marca 2024) |
| Ryanair                       | Sezonowo: 1. Palma de Mallorca |
| Sundair                       | 1. Fuerteventura 2. Hurghada Sezonowo: 1. Antalya 2. Korfu 3. Gran Canaria 4. Heraklion 5. Kos 6. Palma de Mallorca 7. Rodos 8. Teneryfa-Południe 9. Warna |
| SunExpress                    | Sezonowo: 1. Antalya |
| Swiss International Air Lines | 1. Zurych |
| Tailwind Airlines             | Sezonowe czartery: 1. Antalya |